# Skurup

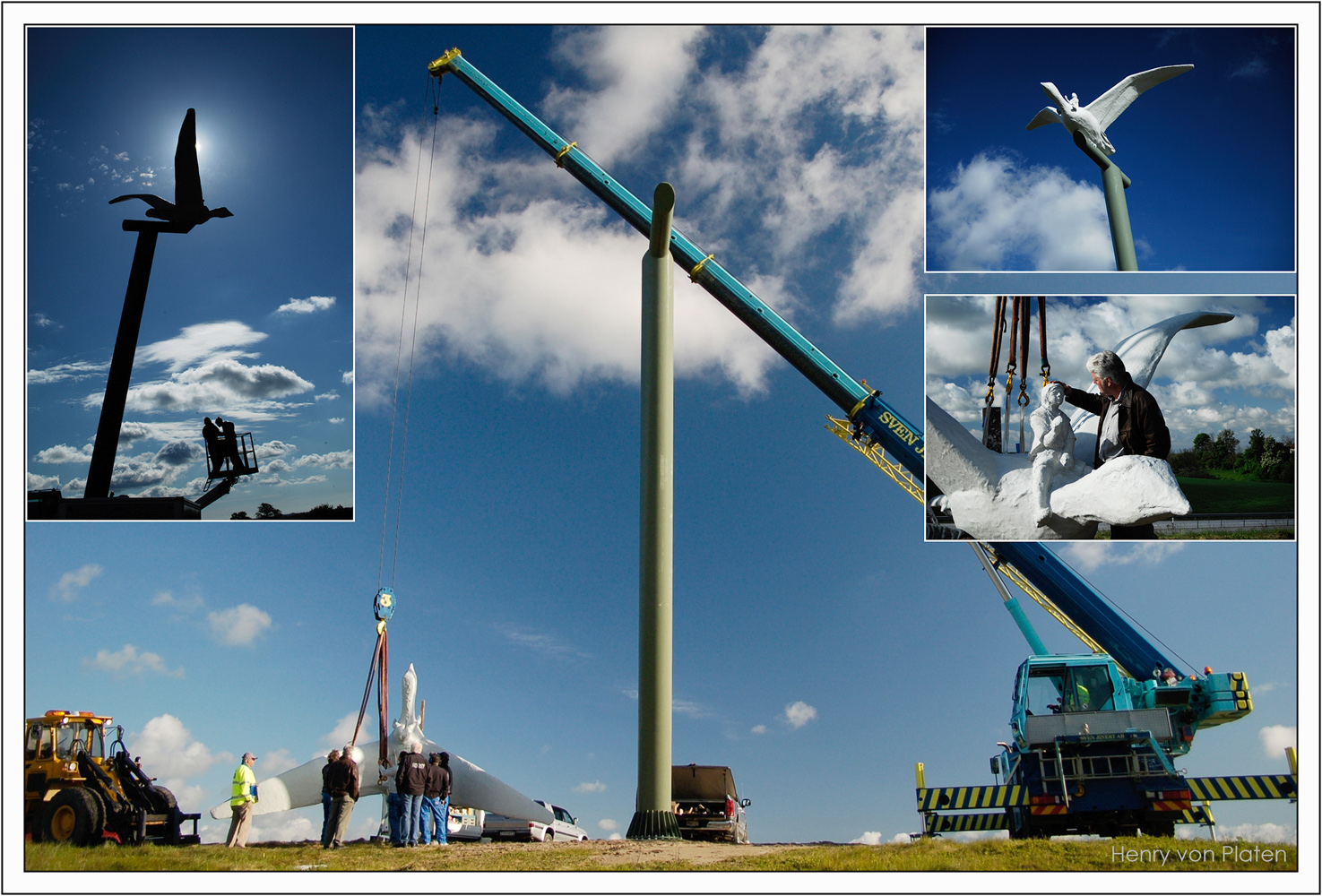
Jón Leifssons skulptur av Nils Holgersson – Skurup –E65 - Skåne

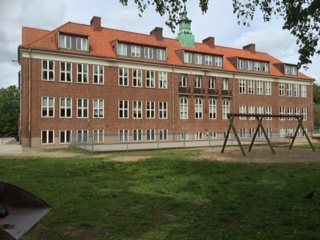
Rutgerskolan från 1927 i centrala Skurup.

Skurup är en tätort och centralort i Skurups kommun i Skåne län.
Tätorten är ett typiskt järnvägssamhälle som vuxit fram vid järnvägen mellan Malmö och Ystad.
Bebyggelsen består till stor del av enfamiljshus och villor, men har även några områden med flerfamiljshus i 1–4 plan.

## Historia
Skurup uppstod som kyrkby i Skurups socken och Mariakyrkan, Skurups kyrka byggdes i Skurups by på 1100-talet. Tidigt fanns en medeltida borg som revs när Svaneholms slott byggdes 1530. Byn var sedan underställd godsägaren på Svaneholm. På 1790-talet införde Rutger Macklean enskiftet, varvid byns gårdar splittrades.
Skurups stationssamhälle utvecklades mycket snabbt kring stationen och Femkorset efter att Malmö-Ystads järnväg (MYJ), även kallad "Grevebanan", öppnats år 1874. Efterhand ökade näringsverksamheten med bl.a. tegelbruk, mejeri och tillverkning av jordbruksredskap. 

### Administrativa tillhörigheter
Skurup var och är kyrkby i Skurups socken och ingick efter kommunreformen 1862 i Skurups landskommun där Skurups municipalsamhälle inrättades 1 juni 1895. Municipalsamhället med kringområde utbröts 1914 ur landskommunen och bildade Skurups köping. Köpingskommunen införlivade 1949 Skurups socken/landskommun och utökades ytterligare 1952, varefter samhällets bebyggelse bara utgjorde en mindre del av kommunen yta. Köpingen uppgick 1971 i Skurups kommun med Skurup som centralort.
I kyrkligt hänseende har Skurup alltid hört till Skurups församling.
Orten ingick till 1878 i Vemmenhögs tingslag,  därefter till 1967 i Vemmenhögs, Ljunits och Herrestads häraders tingslag och sedan till 1971 i Ystads domsagas tingslag. Sedan 1971 ingår Skurup i Ystads domsaga.

### Befolkningsutveckling
| Befolkningsutvecklingen i Skurup 1900–2020    | Befolkningsutvecklingen i Skurup 1900–2020 | Befolkningsutvecklingen i Skurup 1900–2020 | Befolkningsutvecklingen i Skurup 1900–2020 | Befolkningsutvecklingen i Skurup 1900–2020 |
| --------------------------------------------- | ------------------------------------------ | ------------------------------------------ | ------------------------------------------ | ------------------------------------------ |
|                                               |                                            |                                            |                                            |                                            |
| År                                            |                                            |                                            | Folkmängd                                  | Areal (ha)                                 |
| 1900                                          | 1900                                       |                                            | 983                                        | †                                          |
| 1960                                          | 1960                                       |                                            | 3 328                                      |                                            |
| 1965                                          | 1965                                       |                                            | 3 562                                      |                                            |
| 1970                                          | 1970                                       |                                            | 3 911                                      |                                            |
| 1975                                          | 1975                                       |                                            | 5 070                                      |                                            |
| 1980                                          | 1980                                       |                                            | 5 965                                      |                                            |
| 1990                                          | 1990                                       |                                            | 6 507                                      | 427                                        |
| 1995                                          | 1995                                       |                                            | 6 654                                      | 435                                        |
| 2000                                          | 2000                                       |                                            | 6 615                                      | 436                                        |
| 2005                                          | 2005                                       |                                            | 6 978                                      | 448                                        |
| 2010                                          | 2010                                       |                                            | 7 565                                      | 477                                        |
| 2015                                          | 2015                                       |                                            | 8 040                                      | 578                                        |
| 2020                                          | 2020                                       |                                            | 8 626                                      | 615                                        |
| † Befolkning runt ett municipalsamhälle 1900. |                                            |                                            |                                            |                                            |

## Kommunikationer
E65 passerar strax norr om Skurup. Länsväg 102 till Veberöd och vägar till Skivarp och Västra Vemmenhög gör att Skurup har goda kommunikationer för biltrafik. En kringfart väster om samhället byggdes 2005.
Skurups station på Ystadbanan mellan Malmö och Ystad trafikeras med pågatåg och regionbuss i Skånetrafikens regi.
Sturups flygplats nås på 15 minuter med bil.

## Näringsliv
Många av tätortens invånare pendlar till Malmö, Lund och Köpenhamn.
De större företagen, Skanem, Lidbergs Grafiska, Postpac och Algots Bröd, sysslar med tryckeri- och förpackningsverksamhet. Huvuddelen av Skurups kommuns service- och affärsutbud finns samlat i Skurup. Skurup är vänort med Maszlow i Polen och Franzburg/Richtenberg i Tyskland

### Bankväsende
Skurups sparbank grundades 1881 och är alltjämt en fristående sparbank. Skurup hade tidigare även en Föreningsbank, vars kontor övertogs av sparbanken år 1999.
Skånska handelsbanken grundades 1896 i Malmö och öppnade den 15 mars 1898 ett avdelningskontor i Skurup. Den 1 september 1913 tillkom ett kontor för Bankaktiebolaget Södra Sverige. År 1918 öppnade Köpmannabanken ett nytt kontor i Skurup. År 1919 uppgick Skånska handelsbanken i Skandinaviska kreditaktiebolaget (senare SEB) och Södra Sverige i Svenska Handelsbanken. Köpmannabanken överlät år 1921 sitt kontor till Skånska banken.
SEB stängde sitt kontor den 1 december 2017 och den 1 november 2018 stängde även Handelsbanken.

## Utbildning
I tätorten finns fyra skolor med låg- och mellanstadium och två högstadieskolor. Skurups folkhögskola har bland annat musikutbildning, journalistutbildning och filmutbildning. Nils Holgerssongymnasiet är den tidigare lantbruksskolan med program inom bygg- och anläggning, fordon- och transport samt naturbruk.

## Sport
Skurups bågskytteklubb grundades 1950. Skurups AIF är en fotbollsförening från Skurup

## Stenkastning mot bilar
Under april–juni 2021 kom Skurup i fokus efter ett stort antal stenkastningar mot bilar som färdats på E65:an förbi Skurup. Av okänd anledning var det med få undantag danska bilister som blev utsatta på sin färd till eller från Ystad, där färjan till Bornholm går.  Händelserna fick stor medial uppmärksamhet, och var även uppe på politisk nivå i både Danmark och Sverige. Polisen satte under juni 2021 in stora resurser, och lyckades under den perioden helt få stopp på attackerna, men den 13 juli inkom en ny  polisanmälan, ännu en dansk bilist fick strax väster om Skurup en sten på framrutan, detta var den hundrade anmälan i ordningen sedan den 3 april 2021. Den 16 juli begärde polisen i Malmö hjälp av Nationella gärningsmannaprofilgruppen för att kunna hitta förövarna. 
Den 22 augusti var det 118 inkomna anmälningar om stenkastning mot bilar på den aktuella sträckan mellan Malmö och Ystad.

## Galleri

Skurups vapen.
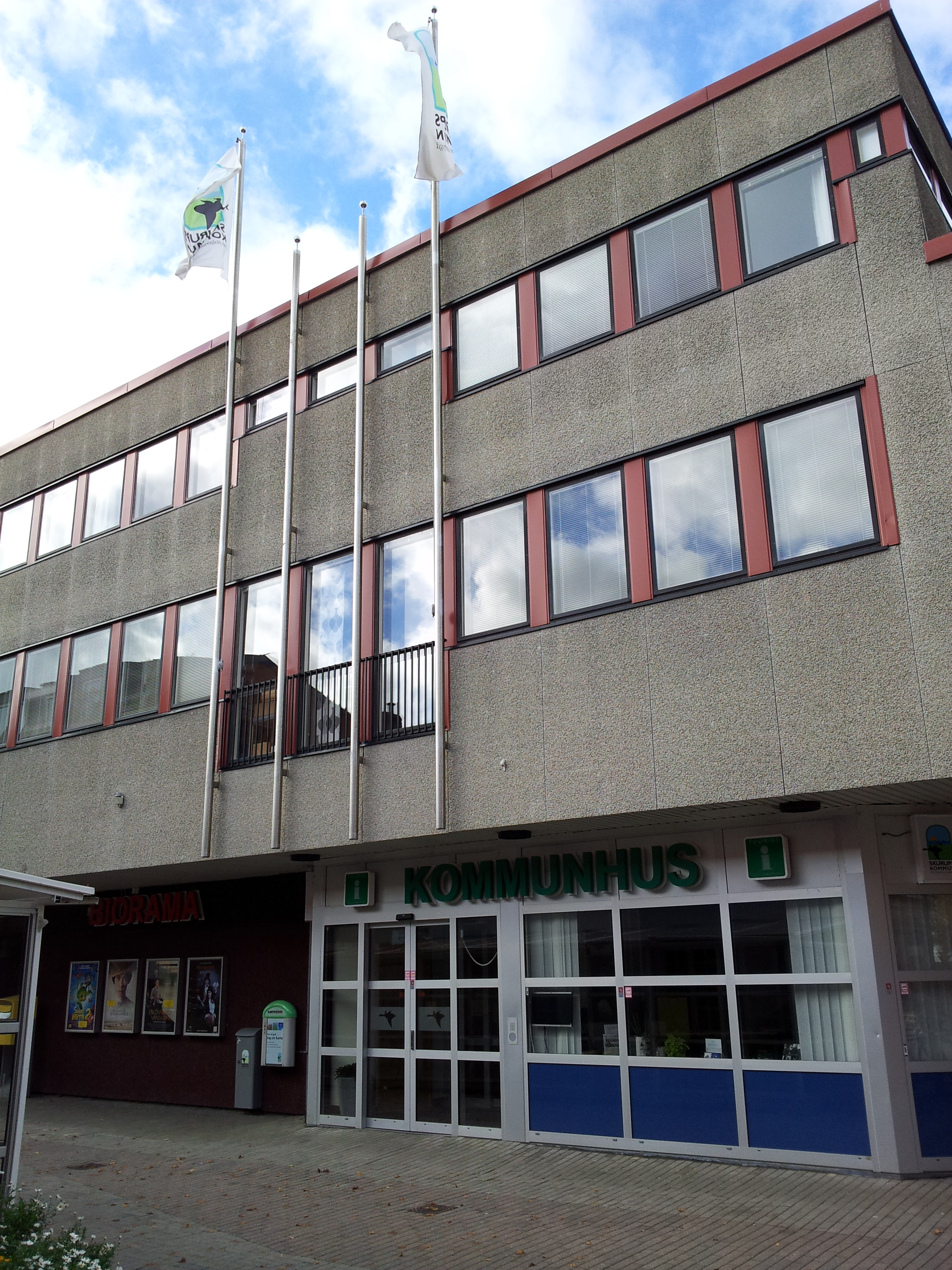
Skurups kommunhus.
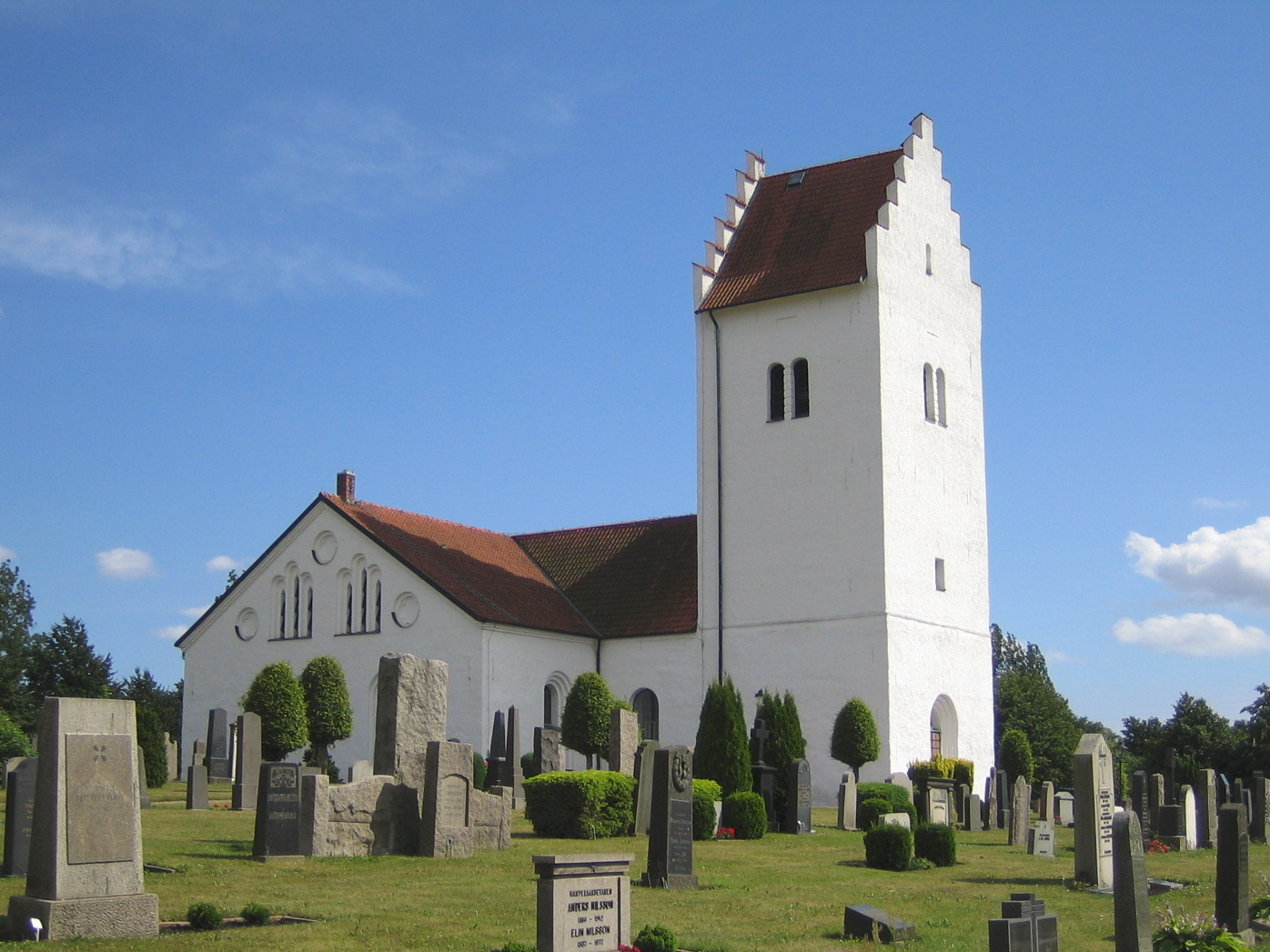
Skurups kyrka.
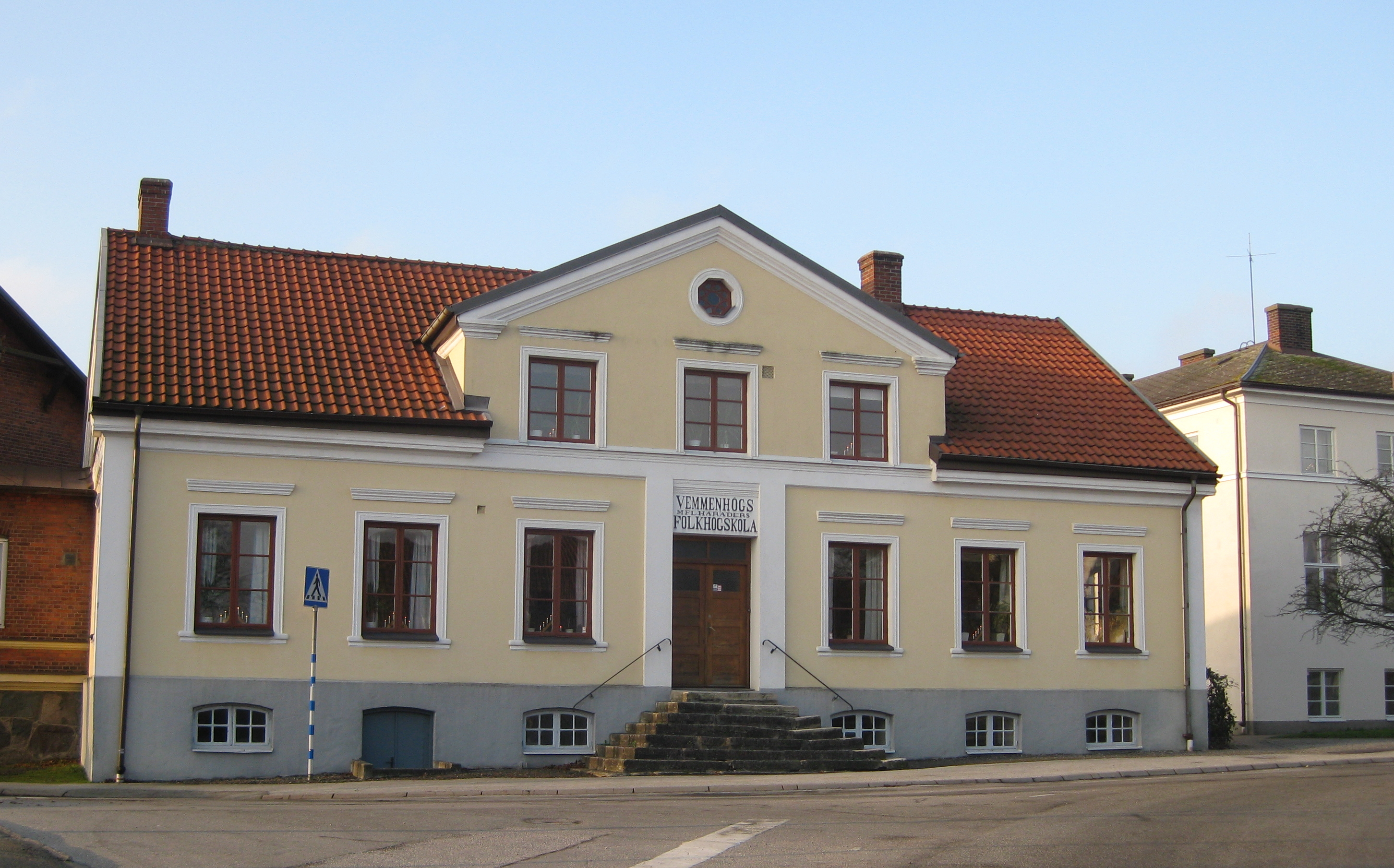
Skurups folkhögskola.